# Darren Murray (calciatore)
Darren Murray (Belfast, 24 ottobre 1991) è un calciatore nordirlandese, attaccante del Newington.

## Carriera

### Club
Il 1º gennaio 2019 viene acquistato a titolo definitivo dalla squadra nordirlandese del Glentoran.